# Mirebel
Mirebel är en kommun i departementet Jura i regionen Bourgogne-Franche-Comté i östra Frankrike. Kommunen ligger i kantonen Conliège som tillhör arrondissementet Lons-le-Saunier. År 2018 hade Mirebel 234 invånare.

## Befolkningsutveckling
Antalet invånare i kommunen Mirebel
Referens:INSEE